# Cymodoce cavicola
Cymodoce cavicola är en kräftdjursart som beskrevs av Barnard 1920. Cymodoce cavicola ingår i släktet Cymodoce och familjen klotkräftor. Inga underarter finns listade i Catalogue of Life.